# Алангиум китайский
Алангиум китайский (лат. Alangium chinense) — кустарник или дерево, цветковое растение, вид рода Алангиум (Alangium) семейства Кирказоновые (Aristolochiaceae). Произрастает в Индии, Непале, Китае, Тайване, северной части Юго-Восточной Азии, на Филиппинах, на Яве, а также в центральной части Северной и Юго-Восточной Африки.

## Описание
Алангиум китайский — быстрорастущее вечнозелёное или полувечнозелёное дерево или кустарник высотой 3-5 м. Диаметр ствола достигает более 30 см. Коричневато-серая кора относительно гладкая.

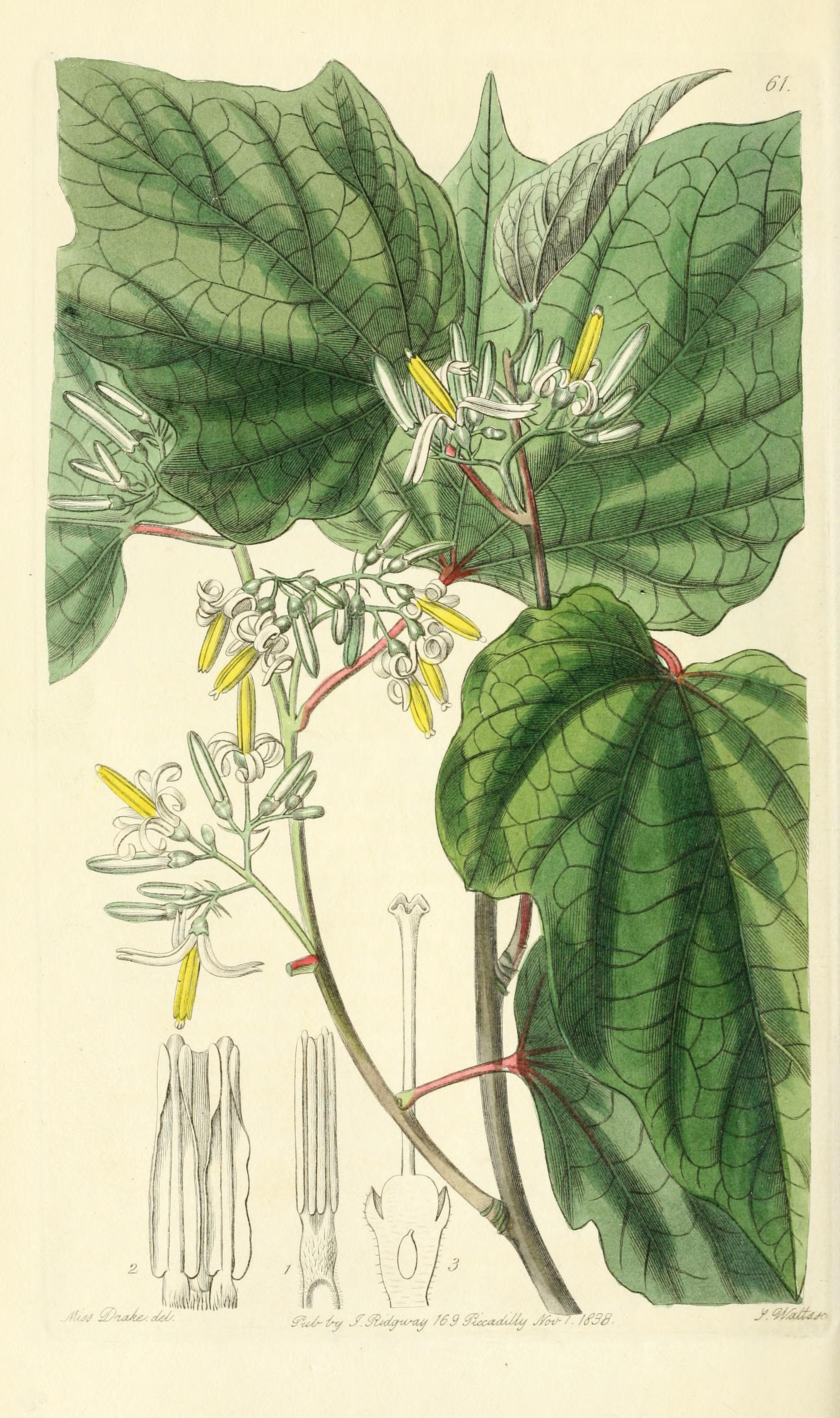
Листва и цветки. Иллюстрация 1838 года.

Листья очередные. Черешок иногда красноватый, более или менее опушённый, слегка желобчатый, длиной до 5 см. Листья цельнокрайние, мелко- или крупнозубчатые, с отдалёнными зубцами или лопастные, в основном заострённые, реже тупые, длиной до 18 см, яйцевидные или более или менее сердцевидные, реже обратнояйцевидные или округлые. Сверху и снизу они почти голые, с волосками на жилках, особенно на нижней стороне. Основание листовой пластинки часто косое. Жилкование пальчатое, с 7 главными жилками. Прилистники отсутствуют.
Соцвертия короткие, пазушные, рыхлые, мало- или многоцветковые, цимозно-метельчатые, слегка волосистые или голые. Цветки ароматные, мелкие, обоеполые, короткостебельчатые с двойным околоцветником, белые. Короткая, толстая цветоножка разделена на верхушке. Чашечка косо-коническая, тонко волосистая, слегка ребристая. Очень маленькая и сросшаяся чашечка имеет лишь несколько минимальных зубцов. В цветке обычно 6-8 узких, продолговатых, около 1 см длиной лепестков, волосистых у основания, изначально прямостоячие, расположены трубчато, со временем складываются и загибаются назад. Обычно 6-8 относительно коротких тычинок срастаются, с крупными, удлинёнными пыльниками и очень короткими нитями, волосистыми у основания. Завязь нижняя, одно- или двухкамерная, с обычно волосистым, булавовидным столбиком. Рыльце цветка тонколопастное.
Плоды — костянки, мелкие, преимущественно одно- или двусемянные, яйцевидные, эллипсовидные или обратнояйцевидные, слегка ребристые, тёмно-фиолетовые или черноватые, длиной около 7-9 мм, почти голые, тонкомякотные с дисками и остатками чашечки.

## Распространение и местообитание
Ареал алангиума китайского простирается от Камеруна до юго-востока Эфиопии и юга тропической Африки, тропической и субтропической Азии. Это кустарник или дерево, произрастающее преимущественно в сезонно засушливых тропических биомах. Встречается в следующих странах и регионах: Ангола, Ассам, Бангладеш, Бурунди, Кабинда, Камбоджа, Камерун, Северо-Центральный Китай, Юго-Центральный Китай, Юго-Восточный Китай, ДР Конго, Восточные Гималаи, Эфиопия, о-ва Гвинейского залива, Индия, Ява, Кения, Лаос, Малые Зондские острова, Малави, Мозамбик, Непал, Филиппины, Руанда, Судан-Южный Судан, Тайвань, Танзания, Таиланд, Тибет, Уганда, Вьетнам, Западные Гималаи, Замбия, Зимбабве.

## Токсичность
Корни, листья и кора, используемые в медицине, считаются токсичными в высоких дозах; они содержат алкалоид анабазин.

## Применение
Алангиум китайский — это одно из 50 основных растений, используемых в традиционной китайской медицине. В традиционной фитотерапии китайской провинции Хунань его используют при укусах змей, для улучшения кровообращения, контрацепции, гемостазе, онемении, отравлениях, ревматизме и ранах. В Непале масло, полученное из семян растения, может использоваться для освещения ламп.

## Галерея

Алангиум китайский
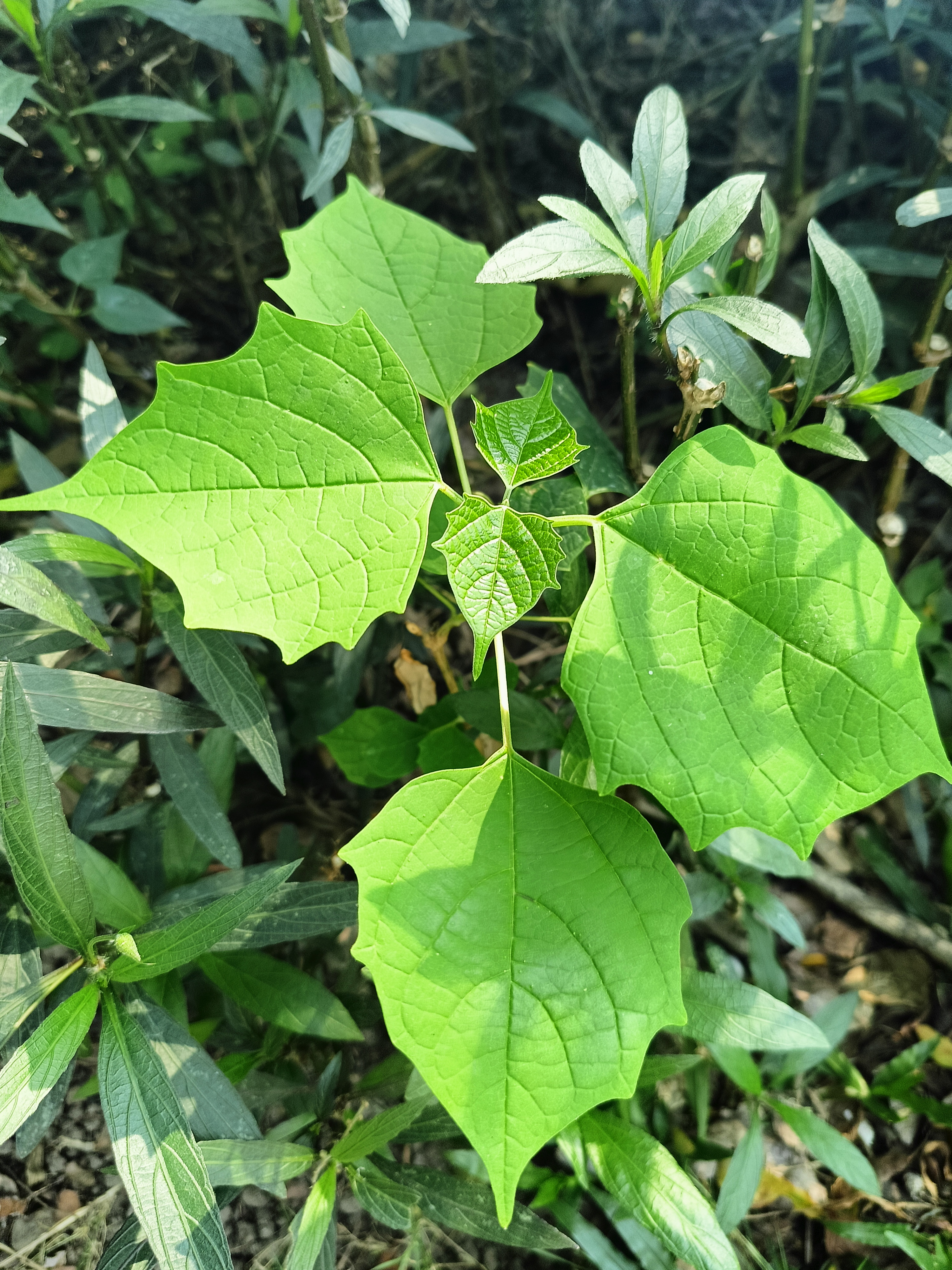
Проросток
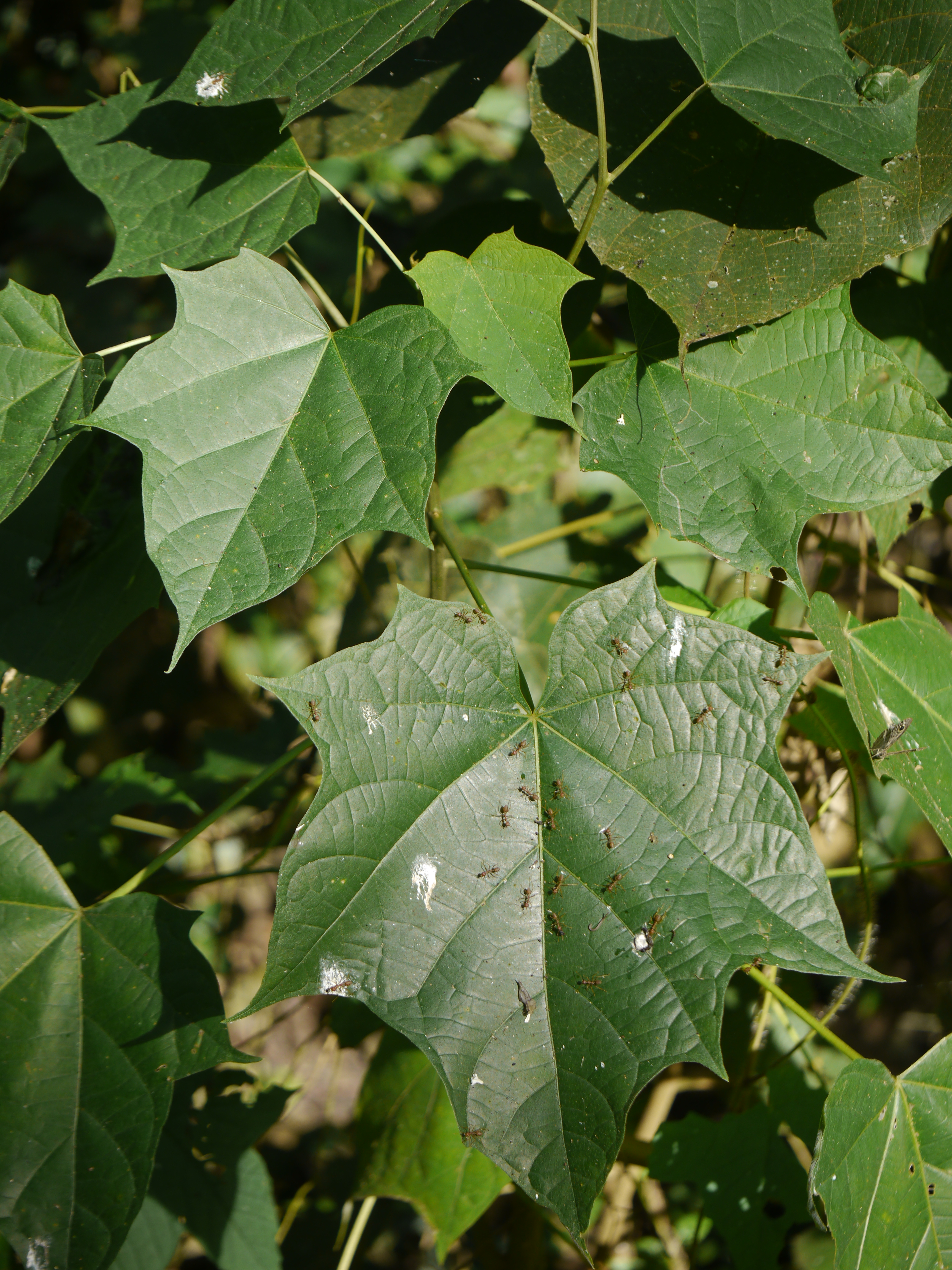
Листья
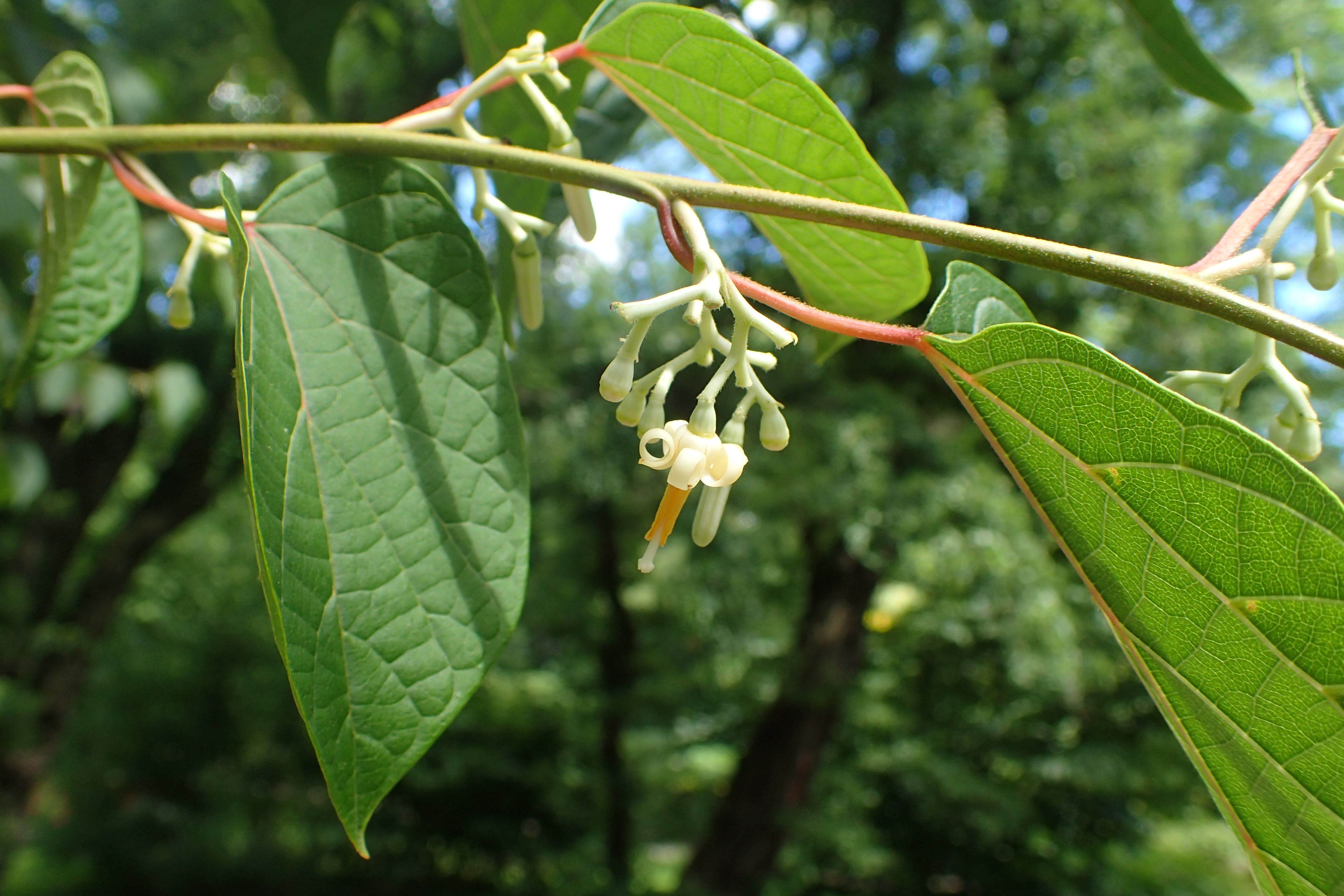
Соцветие
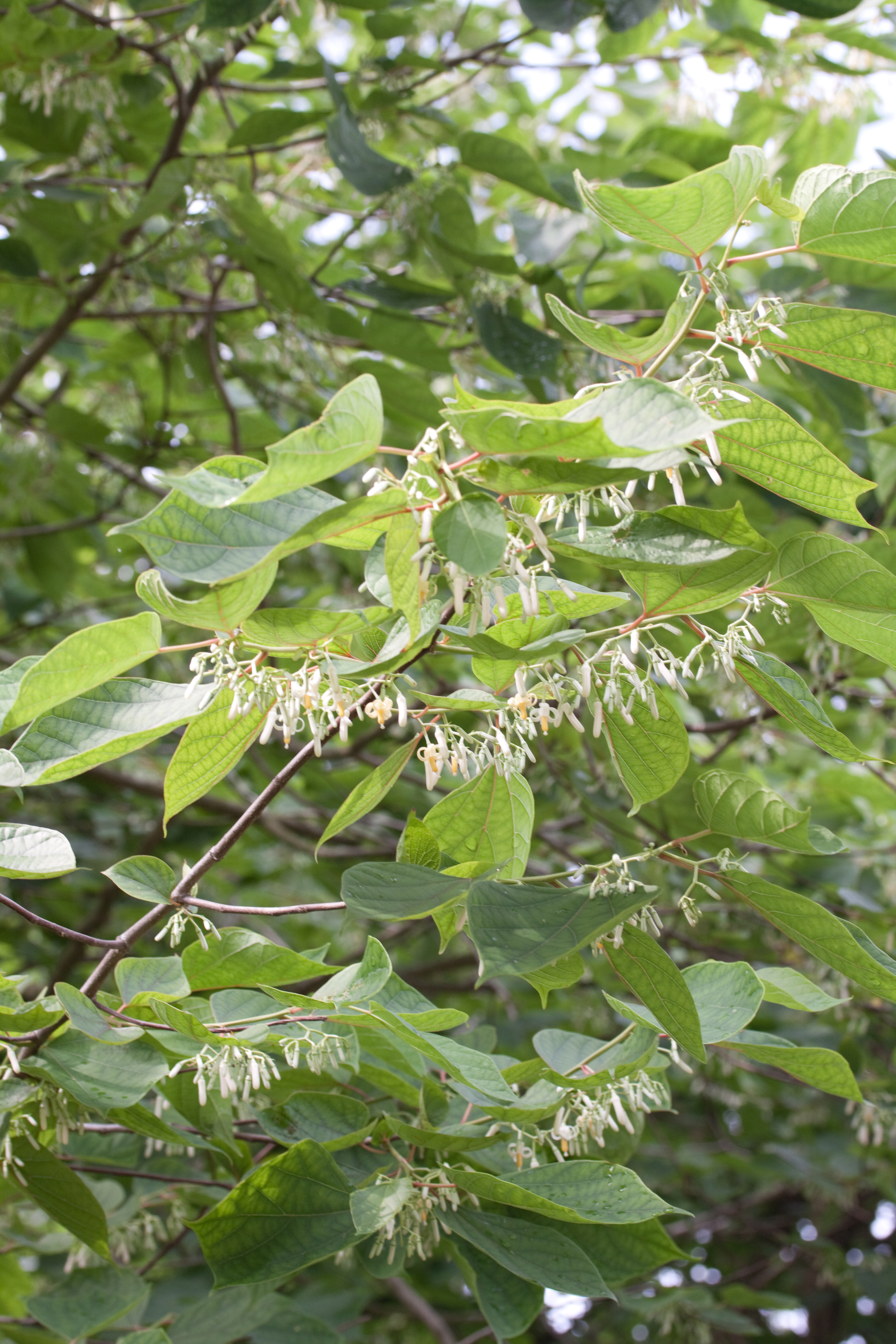